# بوهني
بوهني بلدية جزائرية تابعة لدائرة سيق بولاية معسكر، يقطنها قرابة 33000 نسمة 
يقطن فيها السيد لخضر بودواني